# 新西區猶太會堂
新西區猶太會堂（New West End Synagogue）是位於英國倫敦貝斯沃特的一座猶太會堂。該建築是英國歷史最古老的仍在使用的猶太會堂之一，也是英國兩座被列入I級登錄建築的猶太會堂之一。新西區猶太會堂動工於1877年6月7日，竣工於1879年3月30日。會堂的合唱團十分著名。

## 外部連結
- English Heritage: New West End Synagogue, Bayswater （页面存档备份，存于）
- Official site
- New West End Synagogue （页面存档备份，存于） on Jewish Communities and Records - UK （页面存档备份，存于） (hosted by jewishgen.org).